# Meretszeger

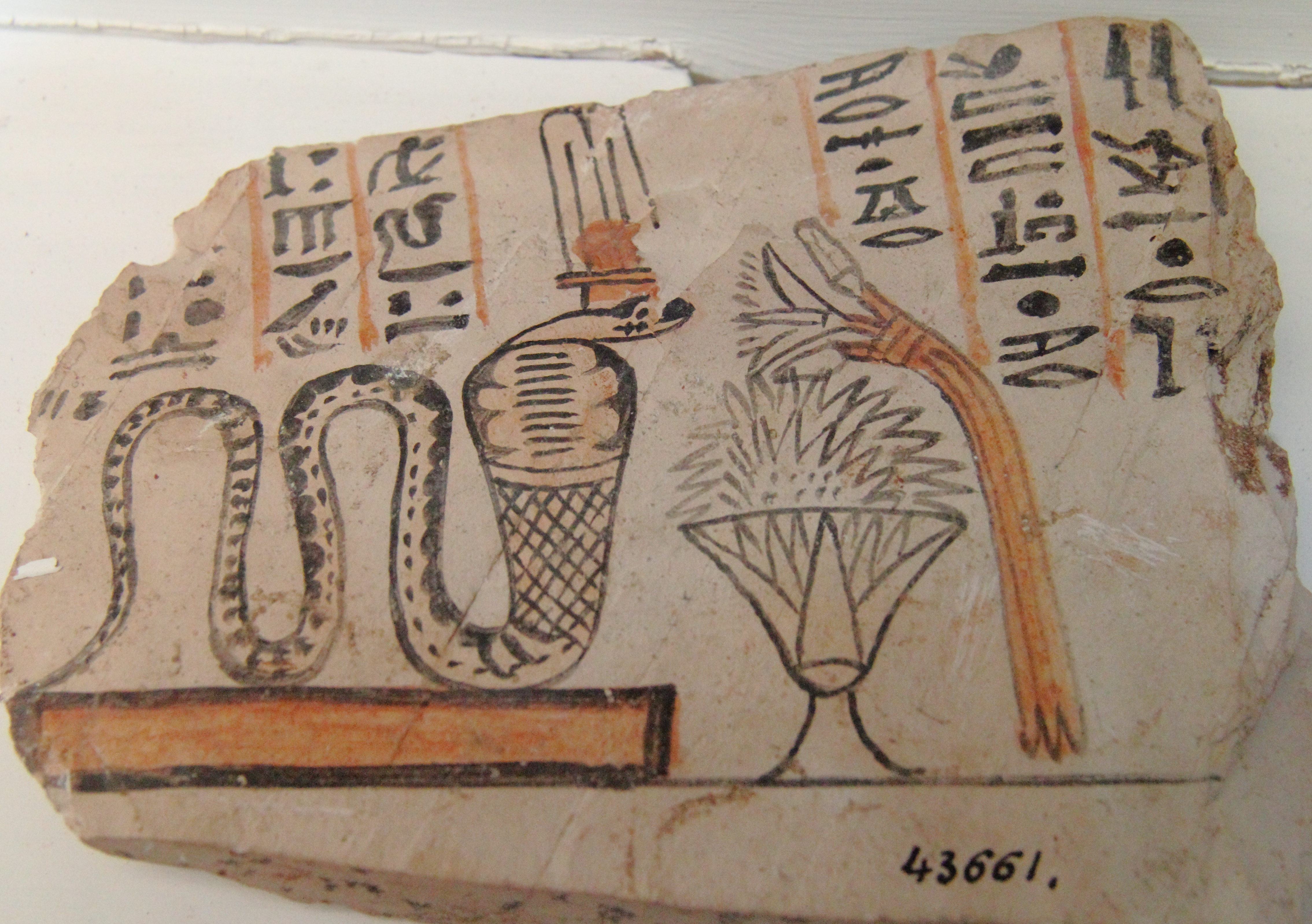
Osztrakon Meretszeger ábrázolásával

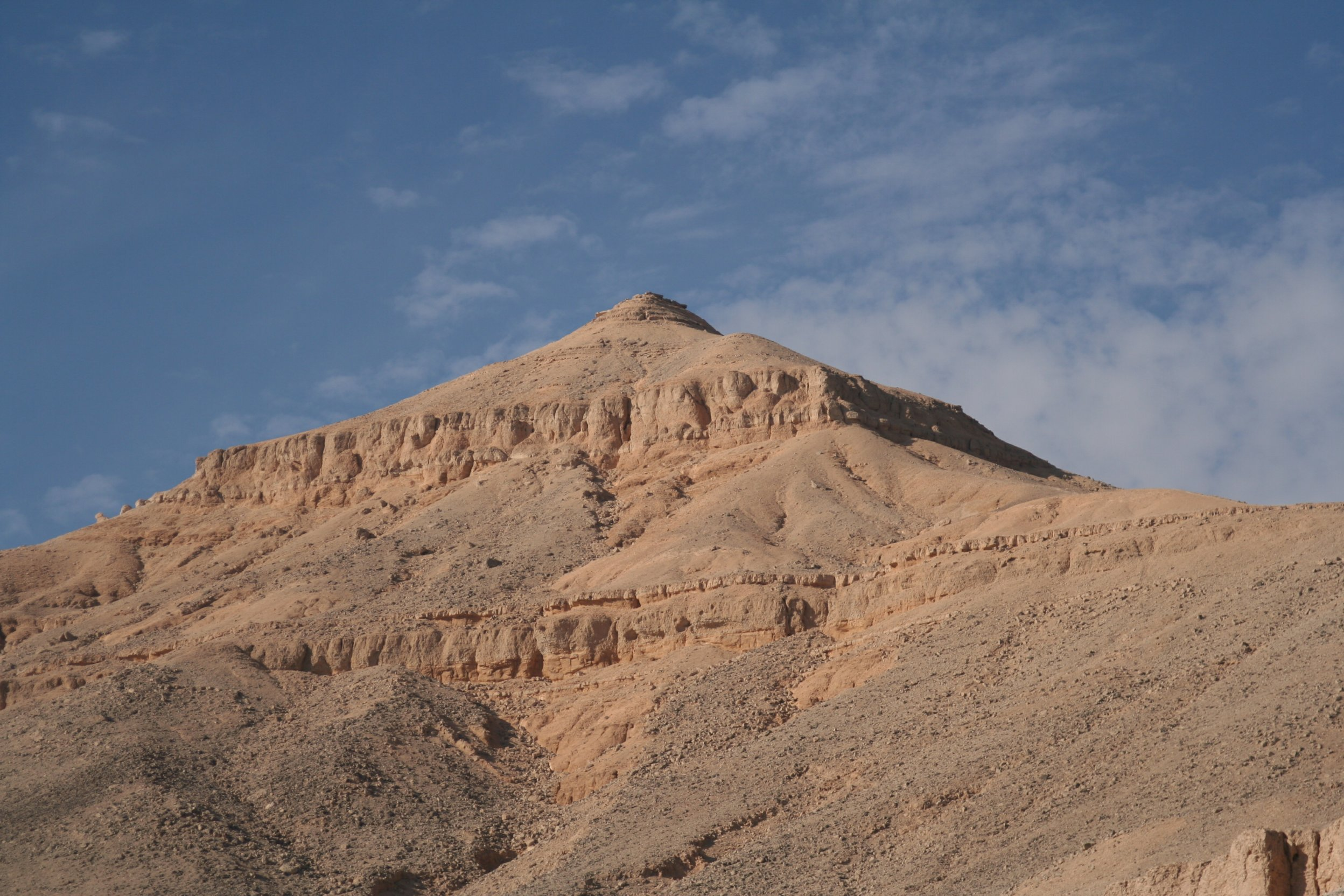
A csúcs

Meretszeger az ókori egyiptomi vallás egyik istennője. Nevének jelentése: „aki szereti a csendet”. A Királyok völgye piramisra emlékeztető csúcsának istennője; néha Dehenet-Imentetnek, „nyugati csúcs”-nak is nevezték. Népszerű volt a Királyok völgye sírjain dolgozó munkások települése, Dejr el-Medina lakossága körében. Mivel a völgyet az újbirodalom idején használták temetkezésre, az istennő kultusza is ebben az időszakban volt elterjedt; helyhez kötött mivolta miatt nem terjedt el az egész országban.
Főleg kígyóként, ágaskodó kobraként ábrázolták, esetleg emberfejjel, vagy pedig nőalakban kígyófejjel. Veszélyes, de könyörületes istennőnek tartották; akik bűnt követtek el, azokat vaksággal vagy mérgező csípéssel, marással büntette, a bűneit megbánókat azonban meggyógyította. Egy Noferabu nevű munkás így ír erről sztéléjén:

Ostoba voltam, szív nélküli, ki nem tudja megkülönböztetni a jót a gonosztól. Bűnt követtem el a Csúcs ellen, és ő megleckéztetett. (…) Mindenkinek mondom a kézművesek között: óvakodj a Csúcstól, mert oroszlán lakozik benne! A Csúcs lesújt, mint egy vad oroszlán, nyomába ered annak, aki megsérti. (…) Hívtam úrnőmet és eljött hozzám, mint az édes szellő. Megkönyörült rajtam (…) elfeledtette velem betegségemet. Mert lecsillapodik a Nyugat csúcsa, ha valaki hozzá fordul.

(A „szív nélküli” arra utal, hogy az egyiptomiak hite szerint az értelem a szívben lakozott).

## Külső hivatkozások
- Információk és Meretszegernek szentelt sztélék Archiválva 2016. július 2-i dátummal a Wayback Machine-ben (angol)